# Álex Grimaldo
Álex Grimaldo, właśc. Alejandro Grimaldo García (ur. 20 września 1995 w Walencji) – hiszpański piłkarz, grający na pozycji lewego obrońcy w niemieckim klubie Bayer 04 Leverkusen oraz w reprezentacji Hiszpanii. Zwycięzca Mistrzostw Europy 2024. 

## Kariera klubowa

### Początki kariery
Pierwszym klubem Hiszpana była w 2006 roku juniorska drużyna Valencii. Po dwóch latach gry w juniorach Valencii zakupiła go szkółka piłkarska Barcelony, La Masía. W tamtych czasach zapowiadał się na gracza światowej klasy.

### FC Barcelona B
4 września 2011 roku zadebiutował w rezerwach Barcelony, w Barcelonie B w meczu Segundy División przeciwko Cartagenie. Rozegrał on całe spotkanie, a jego zespół wygrał 4:0. 1 grudnia 2012 roku w meczu Segundy División przeciwko CD Lugo zaliczył pierwszą asystę w tych rozgrywkach, a zespół z Barcelony wygrał 1:2.

### SL Benfica
29 grudnia 2015 roku Grimaldo podpisał kontrakt z Benficą. Razem z Benficą został czterokrotnym mistrzem Portugalii, a także zdobył Puchar Portugalii, Puchar Ligi Portugalskiej oraz trzykrotnie Superpuchar Portugalii (Supertaça Cândido de Oliveira).

## Kariera reprezentacyjna
W latach 2011–2012 występował w reprezentacji Hiszpanii U-17. Rozegrał w niej osiem meczów, a w jednym z nich nawet strzelił gola. Obecnie gra w dwóch innych młodzieżowych reprezentacjach Hiszpanii: w reprezentacjach U-19 i U-21. Wraz z reprezentacją U-19 w 2012 roku został mistrzem Europy do lat 19.

## Sukcesy

### SL Benfica
- Mistrzostwo Portugalii: 2015/16, 2016/17, 2018/19, 2022/23
- Puchar Portugalii: 2016/17
- Puchar Ligi Portugalskiej: 2015/16
- Superpuchar Portugalii:: 2017, 2018, 2020

### Bayer Leverkusen
- Mistrzostwo Niemiec: 2023/24
- Puchar Niemiec: 2023/24